# Agglo Pays d'Issoire
La communauté d'agglomération Agglo Pays d'Issoire est une structure intercommunale française, fonctionnelle depuis le 1er janvier 2017, située dans le département du Puy-de-Dôme en région Auvergne-Rhône-Alpes.

## Historique
Le schéma départemental de coopération intercommunale (SDCI) du Puy-de-Dôme, dévoilé en octobre 2015, proposait la fusion des huit communautés de communes du Pays d'Issoire - Val d'Allier Sud, structure créée le 5 février 2005 : Ardes Communauté, Bassin minier Montagne, Coteaux de l'Allier, Couze Val d'Allier, Issoire Communauté, Lembron Val d'Allier, Pays de Sauxillanges et Puys et Couzes. Cette fusion aurait constitué une structure intercommunale de 92 communes, dont 44 en zone de montagne, pour une population municipale de 54 626 habitants en 2012.
Ce nombre de communes est ramené à 90 après constitution de deux communes nouvelles : Aulhat-Saint-Privat et Flat formant Aulhat-Flat, tout comme Nonette et Orsonnette, formant Nonette-Orsonnette depuis le 1er janvier 2016. Ce projet est confirmé en mars 2016.
La création de la communauté d'agglomération a été autorisée le 14 novembre 2016. La fusion de ces huit communautés de communes est prononcée par l'arrêté préfectoral no 16-02779 du 6 décembre 2016 et entraîne par ailleurs la dissolution du syndicat intercommunal à vocation sociale de la région d'Issoire et du syndicat mixte pour l'aménagement et le développement du Pays d'Issoire Val d'Allier Sud (créée en le 5 février 2005) ; la structure intercommunale prend le nom de « Agglo Pays d'Issoire ».
Le 1er janvier 2019, Chaméane et Vernet-la-Varenne fusionnent pour constituer Le Vernet-Chaméane et Creste, en fusionnant avec Saint-Diéry, rejoint la communauté de communes du Massif du Sancy.
Le 1er janvier 2025, Chidrac et Saint-Cirgues-sur-Couze fusionnent pour constituer la commune nouvelle des Deux-Rives.

## Territoire communautaire

### Géographie
La communauté d'agglomération « Agglo Pays d'Issoire » est située au sud du département du Puy-de-Dôme. Elle se situe sur les contreforts du Massif du Sancy, à l'ouest et du Livradois, à l'est.

### Composition
La communauté d'agglomération regroupe 88 communes, toutes situées dans l'arrondissement d'Issoire.
Les limites territoriales des cinq arrondissements du Puy-de-Dôme ont été modifiées par un arrêté du préfet de région du 21 décembre 2016 afin que chaque établissement public de coopération intercommunale à fiscalité propre soit rattaché à un seul arrondissement au 1er janvier 2017. Les communes de Parent et Plauzat sont passées à cette date de l'arrondissement de Clermont-Ferrand à celui d'Issoire.
La communauté d'agglomération est composée des 88 communes suivantes :

| Nom                            | Code Insee | Gentilé          | Superficie (km2) | Population (dernière pop. légale) | Densité (hab./km2) |
| ------------------------------ | ---------- | ---------------- | ---------------- | --------------------------------- | ------------------ |
| Issoire (siège)                | 63178      | Issoiriens       | 19,69            | 15 078 (2022)                     | 766                |
| Antoingt                       | 63005      | Antoinais        | 7,83             | 416 (2022)                        | 53                 |
| Anzat-le-Luguet                | 63006      |                  | 66,56            | 174 (2022)                        | 2,6                |
| Apchat                         | 63007      | Apchatois        | 35,86            | 159 (2022)                        | 4,4                |
| Ardes                          | 63009      | Ardoisiens       | 16,59            | 599 (2022)                        | 36                 |
| Augnat                         | 63017      | Augnatois        | 9,54             | 196 (2022)                        | 21                 |
| Aulhat-Flat                    | 63160      |                  | 12,78            | 938 (2022)                        | 73                 |
| Auzat-la-Combelle              | 63022      | Auzatois         | 12,74            | 1 953 (2022)                      | 153                |
| Bansat                         | 63029      | Bansatois        | 10,31            | 263 (2022)                        | 26                 |
| Beaulieu                       | 63031      |                  | 8,65             | 474 (2022)                        | 55                 |
| Bergonne                       | 63036      | Bergougnoux      | 5,75             | 316 (2022)                        | 55                 |
| Boudes                         | 63046      | Boudigans        | 7,92             | 262 (2022)                        | 33                 |
| Brassac-les-Mines              | 63050      | Brassacois       | 7,2              | 3 380 (2022)                      | 469                |
| Brenat                         | 63051      | Brenatois        | 8,83             | 629 (2022)                        | 71                 |
| Le Breuil-sur-Couze            | 63052      | Breuillois       | 5,94             | 1 030 (2022)                      | 173                |
| Le Broc                        | 63054      | Brocains         | 17,45            | 632 (2022)                        | 36                 |
| Chadeleuf                      | 63073      | Chadeleufois     | 5,7              | 429 (2022)                        | 75                 |
| Chalus                         | 63074      | Chalusiens       | 6,58             | 181 (2022)                        | 28                 |
| Champagnat-le-Jeune            | 63079      |                  | 9,39             | 149 (2022)                        | 16                 |
| Champeix                       | 63080      | Champillauds     | 12,12            | 1 416 (2022)                      | 117                |
| La Chapelle-Marcousse          | 63087      |                  | 19,72            | 64 (2022)                         | 3,2                |
| La Chapelle-sur-Usson          | 63088      |                  | 6,78             | 86 (2022)                         | 13                 |
| Charbonnier-les-Mines          | 63091      | Charbonniers     | 3,36             | 937 (2022)                        | 279                |
| Chassagne                      | 63097      |                  | 16,06            | 81 (2022)                         | 5                  |
| Clémensat                      | 63111      | Clémensatois     | 3,21             | 121 (2022)                        | 38                 |
| Collanges                      | 63114      | Collangeois      | 4,45             | 156 (2022)                        | 35                 |
| Coudes                         | 63121      | Coudois          | 4,66             | 1 241 (2022)                      | 266                |
| Courgoul                       | 63122      | Courgoulois      | 8,44             | 61 (2022)                         | 7,2                |
| Dauzat-sur-Vodable             | 63134      |                  | 14,99            | 67 (2022)                         | 4,5                |
| Les Deux-Rives                 | 63109      |                  | 5,11             | 842 (2022)                        | 165                |
| Égliseneuve-des-Liards         | 63145      |                  | 8,35             | 156 (2022)                        | 19                 |
| Esteil                         | 63156      | Esteillois       | 4,55             | 55 (2022)                         | 12                 |
| Gignat                         | 63166      | Gignatois        | 3,49             | 254 (2022)                        | 73                 |
| Grandeyrolles                  | 63172      | Grandeyrollais   | 5,28             | 53 (2022)                         | 10                 |
| Jumeaux                        | 63182      | Jumeaudois       | 7,13             | 563 (2022)                        | 79                 |
| Lamontgie                      | 63185      | Lamontgeois      | 7,09             | 646 (2022)                        | 91                 |
| Le Vernet-Chaméane             | 63448      |                  | 46,01            | 780 (2022)                        | 17                 |
| Ludesse                        | 63199      | Ludessois        | 8,47             | 495 (2022)                        | 58                 |
| Madriat                        | 63202      | Madriatois       | 4,69             | 136 (2022)                        | 29                 |
| Mareugheol                     | 63209      | Mareugheolois    | 7,54             | 226 (2022)                        | 30                 |
| Mazoires                       | 63220      |                  | 42,19            | 95 (2022)                         | 2,3                |
| Meilhaud                       | 63222      | Meilhaudois      | 4,47             | 495 (2022)                        | 111                |
| Montaigut-le-Blanc             | 63234      |                  | 22,26            | 923 (2022)                        | 41                 |
| Montpeyroux                    | 63241      |                  | 3,29             | 325 (2022)                        | 99                 |
| Moriat                         | 63242      | Moriatois        | 10,81            | 388 (2022)                        | 36                 |
| Neschers                       | 63250      | Neschersois      | 9,78             | 890 (2022)                        | 91                 |
| Nonette-Orsonnette             | 63255      |                  | 10,65            | 618 (2022)                        | 58                 |
| Orbeil                         | 63261      | Orbeillois       | 9,65             | 881 (2022)                        | 91                 |
| Pardines                       | 63268      | Pardinois        | 5,18             | 301 (2022)                        | 58                 |
| Parent                         | 63269      | Parentais        | 3,76             | 889 (2022)                        | 236                |
| Parentignat                    | 63270      |                  | 3,71             | 481 (2022)                        | 130                |
| Perrier                        | 63275      | Perriérois       | 6,37             | 912 (2022)                        | 143                |
| Peslières                      | 63277      | Pesliérois       | 6,86             | 54 (2022)                         | 7,9                |
| Plauzat                        | 63282      | Plauzatois       | 13,01            | 1 680 (2022)                      | 129                |
| Les Pradeaux                   | 63287      | Pradelais        | 5,54             | 355 (2022)                        | 64                 |
| Rentières                      | 63299      |                  | 15,59            | 102 (2022)                        | 6,5                |
| Roche-Charles-la-Mayrand       | 63303      |                  | 16,22            | 40 (2022)                         | 2,5                |
| Saint-Alyre-ès-Montagne        | 63313      |                  | 41,07            | 101 (2022)                        | 2,5                |
| Saint-Babel                    | 63321      | Saint-Babelois   | 19,31            | 942 (2022)                        | 49                 |
| Saint-Étienne-sur-Usson        | 63340      |                  | 15,58            | 256 (2022)                        | 16                 |
| Saint-Floret                   | 63342      |                  | 12,16            | 246 (2022)                        | 20                 |
| Saint-Genès-la-Tourette        | 63348      |                  | 18,49            | 189 (2022)                        | 10                 |
| Saint-Germain-Lembron          | 63352      | Lembronnais      | 15,7             | 2 020 (2022)                      | 129                |
| Saint-Gervazy                  | 63356      | Saint-Gervaziens | 14,23            | 338 (2022)                        | 24                 |
| Saint-Hérent                   | 63357      |                  | 12,79            | 111 (2022)                        | 8,7                |
| Saint-Jean-en-Val              | 63366      | Jeanvalaisiens   | 12,09            | 352 (2022)                        | 29                 |
| Saint-Jean-Saint-Gervais       | 63367      |                  | 14,39            | 127 (2022)                        | 8,8                |
| Saint-Martin-d'Ollières        | 63376      |                  | 14,47            | 146 (2022)                        | 10                 |
| Saint-Martin-des-Plains        | 63375      | Saint-Martinois  | 3,87             | 178 (2022)                        | 46                 |
| Saint-Quentin-sur-Sauxillanges | 63389      | Quentinois       | 8,25             | 109 (2022)                        | 13                 |
| Saint-Rémy-de-Chargnat         | 63392      |                  | 6,21             | 628 (2022)                        | 101                |
| Saint-Vincent                  | 63403      |                  | 5,84             | 417 (2022)                        | 71                 |
| Saint-Yvoine                   | 63404      | Saint-Ygognaires | 8,89             | 555 (2022)                        | 62                 |
| Saurier                        | 63409      |                  | 8,36             | 248 (2022)                        | 30                 |
| Sauvagnat-Sainte-Marthe        | 63411      |                  | 6,41             | 465 (2022)                        | 73                 |
| Sauxillanges                   | 63415      | Sauxillangeois   | 24,9             | 1 328 (2022)                      | 53                 |
| Solignat                       | 63422      | Solignatois      | 11,07            | 520 (2022)                        | 47                 |
| Sugères                        | 63423      | Sugeriens        | 20,64            | 632 (2022)                        | 31                 |
| Ternant-les-Eaux               | 63429      |                  | 3,59             | 49 (2022)                         | 14                 |
| Tourzel-Ronzières              | 63435      | Tourzelois       | 11,77            | 202 (2022)                        | 17                 |
| Usson                          | 63439      | Ussonnais        | 5,43             | 297 (2022)                        | 55                 |
| Valz-sous-Châteauneuf          | 63442      | Castelvalzois    | 5,14             | 53 (2022)                         | 10                 |
| Varennes-sur-Usson             | 63444      |                  | 6,15             | 315 (2022)                        | 51                 |
| Verrières                      | 63452      |                  | 3,28             | 74 (2022)                         | 23                 |
| Vichel                         | 63456      | Vichelois        | 5,71             | 333 (2022)                        | 58                 |
| Villeneuve                     | 63458      |                  | 4,23             | 139 (2022)                        | 33                 |
| Vodable                        | 63466      | Vodablois        | 11,68            | 188 (2022)                        | 16                 |

### Démographie
| 1968   | 1975   | 1982   | 1990   | 1999   | 2010   | 2015   | 2021   |
| ------ | ------ | ------ | ------ | ------ | ------ | ------ | ------ |
| 47 947 | 48 892 | 48 637 | 47 861 | 48 427 | 53 731 | 55 416 | 56 594 |

## Administration

### Siège
La communauté d'agglomération siège à Issoire.

### Les élus
La communauté de communes est gérée par un conseil communautaire composé de 121 membres représentant chacune des communes membres.
Leur répartition a été fixée par l'arrêté préfectoral no 19-01841 du 9 octobre 2019, stipulant que le conseil communautaire comptera 121 membres à la suite du renouvellement des conseils municipaux, prévu en mars 2020, répartis comme suit :
| Nombre de délégués | Communes                                        |
| ------------------ | ----------------------------------------------- |
| 23                 | Issoire                                         |
| 5                  | Brassac-les-Mines                               |
| 3                  | Auzat-la-Combelle, Saint-Germain-Lembron        |
| 2                  | Champeix, les Deux-Rives, Plauzat, Sauxillanges |
| 1 (+ 1 suppléant)  | les 79 autres communes                          |

### Présidence
Le président de la communauté d'agglomération, Bertrand Barraud, maire d'Issoire, ainsi que 15 vice-présidents et 18 conseillers délégués, ont été élus le 16 juillet 2020.
Le bureau communautaire est composé de 15 vice-présidents :
1. David Coston : évaluation des politiques communautaires, urbanisme, numérique et informatique ;
2. Graziella Brunetti : affaires juridiques et marchés publics ;
3. Fabien Besseyre : économie (industrie, artisanat et commerce) ;
4. Pascale Brun : responsabilité environnementale ;
5. François Crégut : ressources humaines ;
6. Maguy Lagarde : accompagnement des séniors ;
7. Lionel Arnault : culture, patrimoine et enseignement musical;
8. Florence Dubessy : cohésion territoriale et pacte de gouvernance avec les communes ;
9. Gilles Sabatier : mobilité et cadre de vie, politique de la ville et Maison France Service ;
10. Jean Desvignes : social et santé ;
11. Bernard Roux : enfance-jeunesse ;
12. Marie-Françoise Foucaut : agriculture et forêt ;
13. Marc Hosmalin : tourisme, plans d'eau et sécurité ;
14. Denis Legendre : insertion professionnelle et FJT ;
15. Jacques Therme : travaux et services techniques.

Le bureau communautaire est également composé de 18 conseillers délégués.
| Période | Période  | Identité          | Étiquette | Qualité                       |
| ------- | -------- | ----------------- | --------- | ----------------------------- |
| 2017    | 2020     | Jean-Paul Bacquet | PS        | Maire de Coudes (1989 → 2020) |
| 2020    | En cours | Bertrand Barraud  | LR        | Maire d'Issoire (2014 → )     |

### Compétences
L'intercommunalité exerce des compétences qui lui sont déléguées par les communes membres.
À sa création, elle exerçait, en lieu et place des communes membres, six compétences obligatoires. Depuis le 1er janvier 2018, une septième compétence devant être exercée par une communauté d'agglomération est ajoutée par un arrêté préfectoral du 20 décembre 2017 modifiant les statuts de l'intercommunalité. Depuis le 1er janvier 2020, l'agglomération possède dix compétences obligatoires et cinq compétences optionnelles.
Compétences obligatoires
- développement économique : actions de développement économique (création, aménagement, entretien et gestion de zones d'activité industrielle, commerciale, tertiaire, artisanale, touristique, portuaire et aéroportuaire) ; politique locale du commerce et soutien aux activités commerciales d'intérêt communautaire ; promotion du tourisme ;
- aménagement de l'espace communautaire : schémas de cohérence territoriale et de secteur ; documents d'urbanisme ; création et réalisation de zones d'aménagement concerté ; organisation de la mobilité ;
- équilibre social de l'habitat : programme local de l'habitat ; politique du logement d'intérêt communautaire ; actions et aides financières… ;
- politique de la ville : diagnostic de territoire et définition des orientations du contrat de ville ; animation et coordination de dispositifs contractuels ;
- gestion des milieux aquatiques et prévention des inondations (compétence obligatoire depuis le 1er janvier 2018) ;
- création, aménagement, entretien et gestion des aires d'accueil des gens du voyage (compétence déjà exercée par les deux anciennes communautés de communes Bassin minier Montagne et Couze Val d'Allier) ;
- collecte et traitement des déchets ménagers et assimilés ;
- eau (compétence obligatoire depuis le 1er janvier 2020) ;
- assainissement des eaux usées (compétence obligatoire depuis le 1er janvier 2020) ;
- gestion des eaux pluviales urbaines.

Compétences optionnelles
- création, aménagement et entretien de la voirie et création ou aménagement et gestion des parcs de stationnement d'intérêt communautaire ;
- protection et mise en valeur de l'environnement et du cadre de vie (lutte contre la pollution de l'air et les nuisances sonores notamment) ;
- construction, aménagement, entretien et gestion d'équipements culturels et sportifs d'intérêt communautaire ;
- création et gestion de maisons de services au public ;
- action sociale d'intérêt communautaire ;

Compétences facultatives
- annexes au développement économique : équipements et services dans le domaine de l'agriculture (centre de rassemblement d'animaux à Saint-Alyre-ès-Montagne ou pont bascule de Moulet à Dauzat-sur-Vodable), étude, création et gestion de sites touristiques (charte signalétique, valorisation d'itinéraires de randonnée, « voie verte » de l'Allier, village vacances du Cézallier à Ardes, vallée des Saints à Boudes, etc.) ;
- annexes à l'aménagement de l'espace : définition d'un schéma de mobilité, actions de soutien à la mobilité, SIG communautaire ;
- annexes à la collecte et au traitement des déchets : promotion de la collecte circulaire et des fermentescibles ;
- annexes aux aires d'accueil des gens du voyage : création d'aires de ferraillage ;
- annexes à la protection et la mise en valeur de l'environnement : outils administratifs et techniques, production d'énergies renouvelables ;
- annexes aux équipements culturels et sportifs : coordination de la stratégie culturelle du territoire en lien avec la région, le département et la direction régionale des affaires culturelles (entre autres) ; diagnostic sportif territorial ;
- domaines de l'enfance et de la jeunesse : élaboration d'un projet éducatif de territoire, avec création, organisation et gestion d'équipements d'accueil de la petite enfance, des accueils de loisirs extrascolaires et des garderies ;
- domaine du patrimoine : labellisation du territoire, inventaire patrimonial ;
- éclairage public des équipements communautaires ;
- solidarité : gestion des maisons de santé pluridisciplinaires du Vernet-Chaméane, Ardes et Champeix.

### Régime fiscal et budget
La communauté d'agglomération applique la fiscalité professionnelle unique.
À sa création, elle se dote d'un budget principal et de vingt budgets annexes issus de six des huit anciennes communautés de communes.

## Projets et réalisations
Le 9 décembre 2021, les élus de la communauté d'agglomération ont décidé la mise en place d'un réseau de transports urbains. Celle-ci a signé un contrat avec l'entreprise Keolis pour l'exploitation d'un réseau composé de deux lignes régulières et d'une ligne de transport à la demande, assuré avec trois minibus électriques. Le réseau, appelé Cherpa, est entré en service le 1er juillet 2023. Il est composé de deux lignes (A et B) desservant la gare, et complété par un service de transport à la demande (Cherpa à la demande) et un service en milieu rural (Cherpa rural).